# Wahlversprechen
Wahlversprechen, Wahlversprechungen oder Wahlzusagen sind im Vorfeld von Wahlen gegebene Zusagen für die Zeit nach der Wahl.

## Historie
Historisch war es seit dem Mittelalter vielfach üblich, derartige Wahlversprechungen in Form einer Wahlkapitulation, also einer bindenden Vereinbarung zu dokumentieren.

## Moderne Parteiendemokratie
Ein politisches Wahlversprechen wird von Parteien oder Kandidaten für politische Ämter gegeben. Sie stellen damit ein oder mehrere Ziele, die sie anstreben würden, wenn sie gewählt werden. Ein Beispiel sind Koalitionsaussagen. Wahlversprechen können in Wahlprogrammen, Regierungsprogrammen oder in Aussagen der zur Wahl stehenden Politiker formuliert werden. Wahlversprechen stehen immer unter dem Vorbehalt, dass sie nur umgesetzt werden können, wenn die betreffende Wahl von der Partei oder dem Kandidaten gewonnen wird.
Ein Wahlversprechen soll einen wahlberechtigten Bürger von der werbenden Partei überzeugen, sodass diese Partei (wieder-)gewählt wird. Wahlversprechen werden meistens so ausgewählt und formuliert, dass der wahlberechtigte Bürger von dem Nutzen des jeweiligen Versprechens überzeugt ist. Wahlversprechen werden größtenteils durch Medien an den Wähler gebracht, also durch Fernsehen, Kino, Hörfunk, Printmedien, Plakatierung, sowie durch Verteilungsmaterialien.

### Gebrochene Wahlversprechen
Ein Wahlversprechen ist rechtlich nicht bindend und kann daher juristisch ungestraft gebrochen werden. Wahlversprechen werden kritisch betrachtet, denn schon oft wurden solche nicht realisiert, oder waren, aufgrund fehlender Mittel, nicht realisierbar. Der Anteil der erfüllten Wahlversprechen hängt von dem politischen System ab. In Mehrheitswahlsystemen liegt er höher, in Verhältniswahlsystemen bedingt durch notwendige Koalitionen niedriger. Für die deutschen Bundestagswahlen 2002 bis 2009 wird ein Anteil von 45 % vollständig und weiteren 15 % teilweise erfüllter Wahlversprechen angegeben.
Dennoch ist das Sujet des gebrochenen Wahlversprechens ein Klassiker. Ein Grund hierfür ist die Kritik der jeweiligen Opposition des (angeblich) gebrochenen Wahlversprechens als Lüge. Die Rentenlüge (gegen die sozialliberale Koalition 1976) oder Steuerlüge (1988 gegen George W. Bush) sind prominente Beispiele.

### Politikologie
„Die Politiker versprechen mehr, als sie halten können, weil die Leute mehr verlangen, als sie erwarten dürfen“

Die Neue Politische Ökonomie versucht politisches Verhalten, Entscheidungsprozesse und Strukturen mittels der Methodik der Ökonomik zu erklären. Hierzu gehört auch der Versuch, einen Stimmenkauf durch Wahlversprechen zu beschreiben (nicht im Sinne einer unzulässigen Wahlbeeinflussung z. B. durch Anbieten von Geld).

## Slogans
Ein Wahlversprechen kann sich auch als Motto einer Partei darstellen, doch diese „Slogans“ haben oft eine allgemeinere Bedeutung, die nicht spezifisch auf einen Sachverhalt eingeht, sondern den grob zusammengefassten hauptsächlichen Kern jener Partei darstellt.
Mit einer Persiflage auf Wahlversprechen warb zur Gemeinderatswahl 2015 Wien anders: „Einen Pinguin für jeden Haushalt!“ forderte ein Plakatsujet. Der Übertitel löste das Rätsel auf: „Verlogene Wahlversprechen können wir auch“.